# Guido Marini
Guido Marini (Genua, 31 januari 1965) is een Italiaanse bisschop, theoloog en jurist. Sinds 29 augustus 2021 is hij bisschop van het Rooms-Katholieke Bisdom Tortona in de Kerkprovincie Ligurië. Van 2007 tot 2021 was hij Pauselijk Ceremoniemeester.

## Levensloop

### Opleiding
Marini studeerde aan het aartsbisschoppelijk seminarie van Genua en promoveerde vervolgens aan de Pauselijke Lateraanse Universiteit in de godgeleerdheid en In utroque Iure (Nederlands: "beide rechten") Aan de Pauselijke Salesiaanse Universiteit behaalde hij later, in 2007, ook nog een Bachelor in de communicatiewetenschappen.

### Priesterschap
Hij werd op 4 februari 1989 priester gewijd door aartsbisschop van Genua Giovanni kardinaal Canestri.
Van 1988 tot 2003 werkte hij als persoonlijk secretaris van de aartsbisschoppen Giovanni Canestri, Dionigi Tettamanzi en Tarcisio Bertone. Hij was daarnaast werkzaam als ceremoniemeester van de kathedraal van Genua. Van 2003 tot 2005 werkte hij als directeur onderwijs op de kanselarij van het aartsbisdom Genua. Hier hield hij zich in het bijzonder bezig met godsdienstonderwijs. Hij werd in 2002 kanunnik van het kapittel van de San Lorenzo in Genua.

### Pauselijk Ceremoniemeester
In oktober 2007 benoemde paus Benedictus XVI hem tot pauselijk ceremoniemeester, als opvolger van Piero Marini (overigens geen familie). In deze functie was hij tijdens vieringen altijd in de nabijheid van de paus. In 2007 was hij verheven tot Pauselijk huisprelaat, gerechtigd groot-paars te dragen.
Ook onder paus Franciscus was Guido Marini ceremoniemeester. Op 19 januari 2019, met een motu proprio, benoemde paus Franciscus hem ook tot Hoofd van het Koor van de Sixtijnse kapel.

### Bisschop van Tortona
Op 25 augustus 2021 benoemde paus Franciscus hem tot bisschop van Tortona.
Hij ontving de bisschopswijding op 17 oktober 2021 in de Sint-Pietersbasiliek in het Vaticaan, samen met aartsbisschop Andrés Gabriel Ferrada Moreira, door het opleggen van de handen van paus Franciscus, de aartsbisschop van Genua Marco Tasca en de aartsbisschop Vittorio Francesco Viola, Secretaris van de Dicasterie voor de Goddelijke Eredienst en de Regeling van de Sacramenten en bisschop emeritus van Tortona.

## Werken
- Guido Marini, Spiragli sull'infinito, Ragusa, Libroitaliano, 1999.
- Guido Marini e Francesco Moraglia, Dio mi basta. Monsignor Tommaso Reggio, Genova, Marietti, 2000, ISBN 88-211-7236-8 .
- Guido Marini, O Trinità che adoro, Casale Monferrato, Portalupi, 2001, ISBN 88-8441-008-8 .
- Guido Marini, Ascolta le parole della mia bocca. Itinerario spirituale per il tempo di avvento e il tempo di Natale, Casale Monferrato, Portalupi, 2001, ISBN 88-8441-011-8 .
- Guido Marini, A te levo i miei occhi. Tempo di avvento, novena di Natale, tempo di Natale, Casale Monferrato, Portalupi, 2002, ISBN 88-8441-019-3 .
- Guido Marini, Ritorniamo a Dio con tutto il cuore. Tempo di Quaresima, Casale Monferrato, Portalupi, 2003, ISBN 88-8441-028-2 .
- Guido Marini, Per amore del cuore di Gesù. La vita di Madre Eugenia Ravasco, prefazione del cardinale Dionigi Tettamanzi, Casale Monferrato, Portalupi, 2003, ISBN 88-8441-033-9 .
- Guido Marini, Conquistato dal Tuo mistero... Io Ti cerco, Casale Monferrato, Portalupi Editore, 2004, ISBN 88-8441-053-3 .
- Stefano Zilia Bonamini Pepoli (a cura di), Il crocifisso e la Maddalena. Meditazioni sul capolavoro di Federico Brandani, prefazione di mons. Guido Marini, Roma, Edizioni Art, 2009, ISBN 978-88-7879-126-8 .
- Guido Marini, Liturgia mysterium salutis, Cinisello Balsamo (MI), San Paolo, 2010, ISBN 978-88-215-6833-6 .
- Guido Marini, La liberta è amore. Madre Eugenia Ravasco, Cinisello Balsamo (MI), San Paolo, 2010, ISBN 978-88-215-6693-6 .
- Marco Chiesa, Vicino a Gesù ... per servirlo. Guida per i ministranti, prefazione di mons. Guido Marini. Disegni di Marco Torricelli, Gorle - Cascine Vica, Velar - Elledici, 2011, ISBN 978-88-01-04779-0 .
- Pontificium Institutum Altioris Latinitatis (a cura di), Eucharisticum mysterium : [ordo missae 1970 e 1962] : celebrare l'Eucaristia nella forma ordinaria e straordinaria secondo il rito romano (testo latino-italiano), Padova, Edizioni Messaggero, 2012, ISBN 978-88-250-2686-3 . Presentazione di mons. Guido Marini.
- Guido Marini, Liturgia. Gloria di Dio, santificazione dell'uomo, Cinisello Balsamo (MI), San Paolo, 2013, ISBN 978-88-215-7650-8 .
- Emanuele Borserini, Il paradiso sulla terra : spunti di catechesi liturgica nella messa, prefazione di mons. Guido Marini, Crotone, D'Ettoris, 2018, ISBN 978-88-93280-43-3 .
- Guido Marini, L'amore ci sospinge. Rinnovare il sì al Signore davanti alla sua Parola, Cantalupa (TO), Effatà, 2018, ISBN 978-88-6929-157-9 .
- Papa Francesco, La vita in Cristo. Catechesi sui sacramenti e sui 10 comandamenti. Le parole di Papa Francesco dall'11 aprile 2018 al 28 novembre 2018, prefazione di mons. Guido Marini, Città del Vaticano, Libreria Editrice Vaticana, 2019, ISBN 978-88-266-0232-5 .

## Gallery

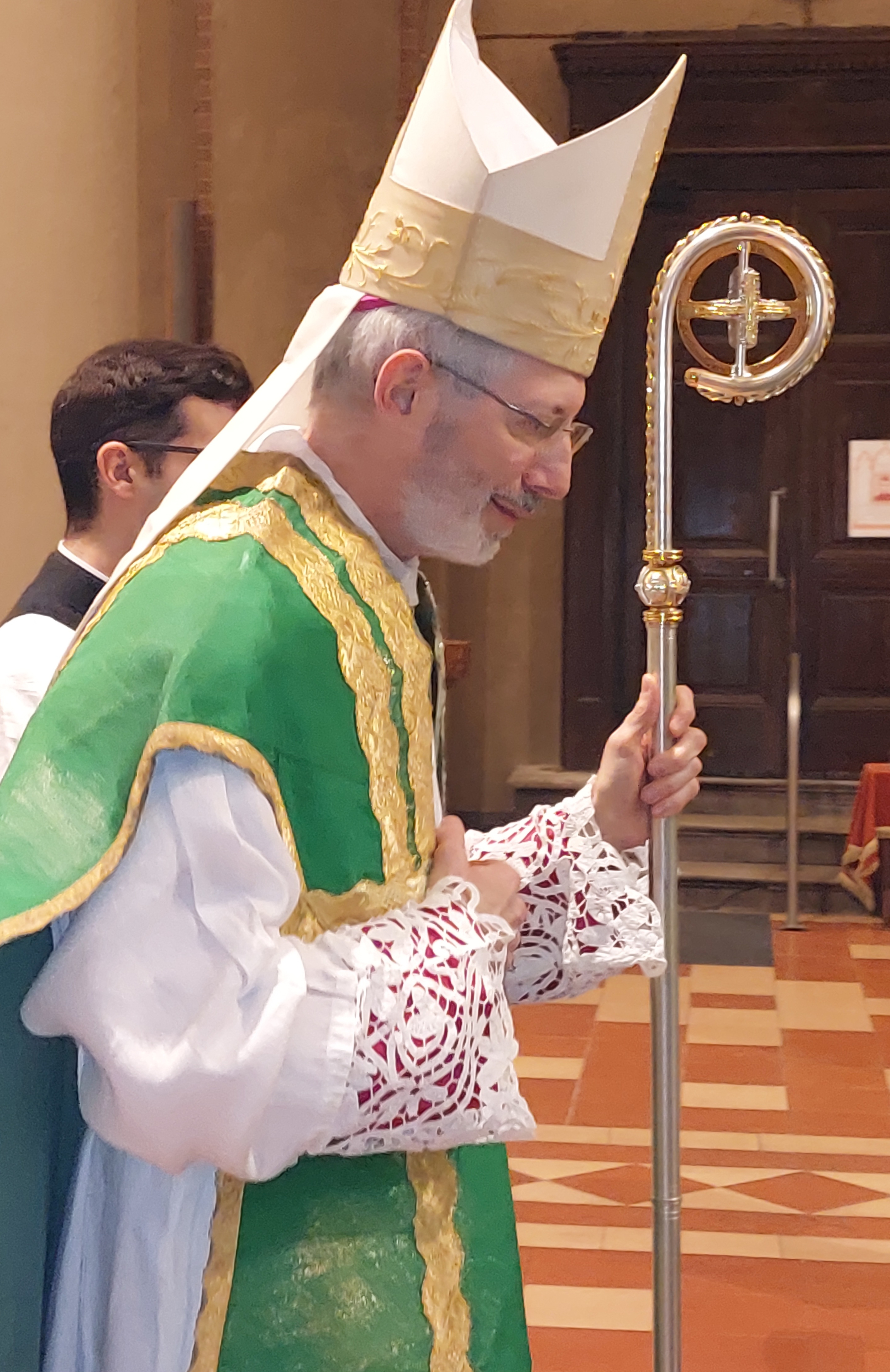
Bisschop Guido Marini in 2024

### Voetnoten
1. 1 2 3 4 5  RINUNCE E NOMINE. press.vatican.va. Geraadpleegd op 5 november 2023.
2. 1 2 3 4  Rinunce e nomine. press.vatican.va. Geraadpleegd op 5 november 2023.
3. ↑  Rinunce e nomine. press.vatican.va. Geraadpleegd op 5 november 2023.
4. ↑  (it) Il Papa conferma il suo cerimoniere Guido Marini. La Stampa (22 december 2017). Geraadpleegd op 5 november 2023.
5. ↑  Lettera Apostolica in forma di Motu proprio circa la Cappella Musicale Pontificia. press.vatican.va. Geraadpleegd op 5 november 2023.
6. ↑  Domenica 17 ottobre 2021 l’ordinazione episcopale di Mons. Guido Marini in DIRETTA TV – Arcidiocesi di Genova. www.chiesadigenova.it. Geraadpleegd op 5 november 2023.